# 東京音楽大学の人物一覧
東京音楽大学の人物一覧（とうきょうおんがくだいがくのじんぶついちらん）は、東京音楽大学及び前身の東洋音楽学校・東洋音楽大学に関係する人物の一覧記事。

## 教師陣【教授・准教授・講師】
- 相澤政宏（フルート奏者）
- 東彩子（ヴァイオリン奏者）
- 有馬礼子（作曲家）
- 伊藤圭（クラリネット奏者）
- 池辺晋一郎（作曲家・名誉教授）
- 伊左治直（作曲家）
- 大谷康子（ヴァイオリン奏者）
- 小川典子（ピアニスト）
- 神尾真由子 （ヴァイオリニスト）
- 川村ケン（キーボーディスト）
- 倉石真（テノール歌手）
- 糀場富美子（作曲家）
- 小六禮次郎（作曲家）
- 三枝成彰（作曲家）
- 坂本和彦（指揮者）
- 篠崎功子（ヴァイオリン奏者）
- 永島義男（コントラバス奏者）
- 中橋愛生（作曲家）
- 中村静香（ヴァイオリニスト）
- 鳴瀬喜博（ベーシスト）
- 難波弘之（キーボーディスト）
- 西村朗（作曲家）
- 野呂一生（ギタリスト）
- 久田典子（作曲家）
- 広瀬宣行（ピアニスト）
- 広上淳一（指揮者）
- 藤原浜雄（ヴァイオリン奏者）
- 細川俊夫（作曲家）
- 堀井勝美（作曲家）
- 三上明子（フルート奏者）
- 宮本文昭（オーボエ奏者）
- 村方千之（指揮者）
- 茂木眞理子（作曲家）
- 渡邊順生（チェンバロ奏者）

## 著名な出身者

### 演奏家

#### ピアニスト
- 入江麻衣子 - ※ 声優の入江麻衣子と同一人物
- 江草啓太
- 金子三勇士
- 鈴木ゆうは
- 辻利恵（ピアニスト・キーボーディスト）
- 藤田真央
- MOKA♛*.

#### ヴァイオリニスト
- 小泉悠  - ※ 名古屋フィルハーモニー交響楽団ヴァイオリン奏者
- 宮本笑里

#### フルーティスト
- 相澤政宏 - ※ 東京音楽大学講師
- 榊原麻理子

#### ハープ奏者
- 中村愛
- 西山まりえ

#### チェリスト
- 大藤桂子

#### その他楽器奏者
- 高橋尚子（チェンバロ）
- 堤智恵子（サックス）
- 藤田英大（テューバ）
- 三沢またろう（パーカッション）
- 山口れお（トランペット）

### 声楽家
- 小川里美（ミス・ユニバース日本代表）
- 金子美香 (声楽家)
- 坂本紀男（付属高校出身、元東京音楽大学副学長・元声楽科教授・元付属幼稚園長。霧島昇の子）
- 林美智子（メゾソプラノ）
- 野田ヒロ子 (声楽家)（ソプラノ）

### 指揮者
- 吉田ゐさお
- 上田仁
- 大勝秀也
- 加養浩幸
- 川瀬賢太郎
- 西村友
- 広上淳一
- 松井慶太

### 作詞家（代表作）
- 片桐和子 - ピアノ科（「旅愁」「あかね雲」「岸辺のメロディー」）
- 高野公男 - 中退

### 作曲家（代表作）
特記なき人物は音楽学科作曲指揮専攻作曲科
- 秋岸寛久
- 伊左治直
- 石井紳一郎
- 伊藤翼 - 器楽専攻テューバ科
- 岩城直也
- 海沼實 - 東洋音楽学校当時
- 大橋恵
- 菅野祐悟（「ガリレオ」シリーズ、「SP」シリーズ、「ジョジョの奇妙な冒険」シリーズ、「大河ドラマ 軍師官兵衛」）
- 木山光
- 佐々木俊一（「アルプスの牧場」「高原の駅よさようなら」「野球小僧」）
- 佐藤直紀（「WATER BOYS」「ALWAYS 三丁目の夕日」「海猿」「龍馬伝」「カーネーション」など）
- 篠原敬介 - 音楽学科器楽専攻（「あらしのよるに」「ピアノの森」「アインシュタイン．ロマン」）
- 田中賢 - 東洋音楽学校当時
- 中野雄太
- 中橋愛生
- 西木康智 - 旧 映画・放送音楽コース（元コナミ所属、ゲーム「オクトパストラベラー」シリーズ、「ウイニングイレブン」シリーズ）
- 福島弘和
- 久田典子
- 船村徹 - 音楽学科器楽専攻ピアノ科（村田英雄「王将」、春日八郎「別れの一本杉」、北島三郎「風雪ながれ旅」、ちあきなおみ「矢切の渡し」、鳥羽一郎「兄弟船」、美空ひばり「みだれ髪」など）
- 堀井勝美（映画「ドラえもん」シリーズなど）
- 薮田翔一
- 米山正夫（美空ひばり「りんご追分」「車屋さん」、水前寺清子「三百六十五歩のマーチ」、美樹克彦「花はおそかった」など）
- 和田薫（「忠臣蔵外伝 四谷怪談」「ゲゲゲの鬼太郎」「金田一少年の事件簿」「学校の怪談」「犬夜叉」「D.Gray-man」「キングダム ハーツ シリーズ」「モンスターハンター4」など）
- 山下康介（「花より男子」「ちはやふる」「仮面ライダーシリーズ」など）
- 高木洋
- 白戸佑輔（欅坂46「世界には愛しかない」、アニメ「魔法使いの嫁」オープニング曲「Here」など）
- 増田篤志

### 歌手・著名な芸能音楽家
- 青葉笙子
- 淡谷のり子
- 上田知華
- 小野あつこ（21代目うたのおねえさん）
- 織井茂子
- 春日八郎
- 菊池章子
- 霧島昇
- 小林泉美 - 音楽学科器楽専攻ピアノ科
- 小林千代子
- 小林萌花（ハロー!プロジェクト/BEYOOOOONDSメンバー）- 音楽学科器楽専攻ピアノ演奏家コース
- 佐藤優樹（元ハロー!プロジェクト/モーニング娘。メンバー）
- KENTA（TSUKEMEN）
- 菅原都々子
- 鈴華ゆう子 - 音楽学科器楽専攻ピアノ科（和楽器バンド、華風月）
- 高田みち子 - 音楽学科作曲指揮専攻作曲科
- 徳永暁人 - 音楽学科作曲指揮専攻作曲科（doa、ベーシスト・作曲家・編曲家）
- 仲宗根美樹
- 奈良光枝
- 丹羽応樹 - 音楽学科器楽専攻ピアノ科
- 羽衣歌子
- 平山美代子
- 三浦洸一
- Yucca - 音楽学科声楽専攻声楽科
- RIRIKO
- NormCore

- 池松日佳瑠
- 石橋エータロー - ピアノ科「クレイジーキャッツピアノ」
- 寛涼佐
- 黒柳徹子 - 声楽科
- 小南満佑子 - 声楽科
- 櫻井しおり - 声楽科
- 相馬杏奈
- 藤原釜足 - 弦楽器科
- 松下奈緒 - ピアノ科
- 和田浩治 - 声楽科

### 声優
- 入江麻衣子 - ※ピアニストの入江麻衣子と同一人物
- 櫻井しおり - 声楽科　※俳優の櫻井しおりと同一人物
- すずきまゆみ - 声楽科（ローマの休日／ディズニー映画 アリエル・オーロラ姫・ムーラン）
- 牧野由依 - ピアノ科

### その他・諸分野
- 池田理代子 - 声楽科（漫画家）※代表作「ベルサイユのばら」
- 黒柳朝 - 声楽科（随筆家）
- 佐竹明咲美 - ピアノ演奏家（テレビせとうちアナウンサー）
- 湯本香樹実 - 作曲学科（小説家）
- 和田奈美佳 - 声楽科、大学院声楽専攻（フリーアナウンサー）

### 中退者
- 稲田光穂 - 歌手（音楽学科器楽専攻チェロ科）
- 大塚博堂 - 歌手（音楽学科声楽専攻声楽科）
- 山田真二 - 俳優・歌手（東洋音楽学校）
- 沢田完 - 作曲家（作曲科）（「逃亡者おりん」）
- 松本良喜 - 作曲家（作曲科）（「心に夢を君には愛を」「雪の華」「月のしずく」）
- 松井咲子 - 元AKB48（付属高等学校卒業、音楽学科器楽専攻ピアノ科）
- 津島恵子 - 女優（東洋音楽学校声楽科）
- 山崎育三郎 - 俳優（声楽演奏家コース）
- 高田稔 - 俳優（東洋音楽学校声楽科）
- ウォン ウィンツァン - 作曲家、ピアニスト（作曲科）